# Харатьян Дмитро Вадимович
Дмитро Вадимович Харатьян (рос. Дми́трий Вади́мович Харатья́н; нар. 21 січня 1960, Алмалик, Узбецька РСР) — радянський і російський актор, телеведучий, кінопродюсер. Заслужений артист Російської Федерації (2000), народний артист Російської Федерації (2008).
Підтримує путінський режим та війну Росії проти України, у березні 2014 року підписав заяву російських діячів культури на підтримку дій Путіна в Україні та Криму. Фігурант центру бази «Миротворець». Занесений до переліку осіб, що створюють загрозу нацбезпеці України, персона нон-грата в інших країнах. Неодноразово відвідував та перебував на території окупованого Криму.

## Життєпис
Народився 21 січня 1960 в родині викладача. Закінчив театральне училище ім. М. Щепкіна (1982).
Знявся в телесеріалах «Гардемарини, вперед!», «Віват, гардемарини!», «Гардемарини—III» (Альоша Корсак), «Королева Марго» (1995, граф де ля Моль).

## Фільмографія
Грав в українських фільмах:
- «Фотографії на стіні» (1978, т/ф, 2 с),
- «Школа» (1981),
- «Водій автобуса» (1983, молодий офіцер)
- «Зелений фургон» (1983, т/ф, 2 с, Володя Патрикеєв),
- «На вістрі меча» (1986)
- «Випробувачі» (1987, т/ф, Мишко; реж. О. Бійма)
- «І чорт з нами» (1991),
- «Чорний квадрат» (1992),
- «Серця трьох» (1992),
- «Серця трьох — 2» (1993, Парсонс),
- «Тарганячі перегони» (1993, Саша),
- «Атлантида» (2002),
- «Аврора» (2006, Микола Астахов).
- «Інфант» (2006, Андрій Міклашевський)

Як «Актор року» (1989, 1990, 1991, 1992) занесений до книги рекордів Гіннеса[джерело?].

## Громадська позиція
У березні 2014 року підписав листа на підтримку окупаційної політики Путіна та російської війни проти України. Неодноразово відвідував територію окупованого Криму та знімав репортажі. На підставі подання Служби безпеки України та на виконання вимог законодавства України щодо захисту інформаційного телерадіопростору, включений Міністерством культури України до Переліку осіб, які створюють загрозу національній безпеці.
Фігурант бази даних громадської ініціативи «Центр „Миротворець“» як особа, яка незаконно відвідувала окупований Росією Крим, свідомо порушуючи порядок перетину державного кордону України.
У 2021 році прокуратура АР Крим та міста Севастополя відкрила кримінальне провадження за протиправні дії, які кваліфіковано за ч. 2 ст. 332-1 КК України, досудове розслідування буде здійснюватися СУ ГУ СБУ в АР Крим за фактом незаконного в'їзду/виїзду росіян на окупований півострів.
У 2022 році виступав у марафоні «Za Россию» на підтримку російського вторгнення в Україну.
У червні 2022 відвідав окуповану Макіївку на підтримку російських військових.

## Санкції
7 січня 2023 року, на тлі вторгнення Росії в Україну, внесений до списку санкцій України за «роль у російській пропаганді».
19 липня 2023 року Харатьян був доданий до санкційного списку Канади.
Раніше Латвія, за підтримку нападу на Україну, заборонила Харатьяну в'їзд у країну на невизначений термін як особі, що «підтримує кремлівський режим».